# Klešice

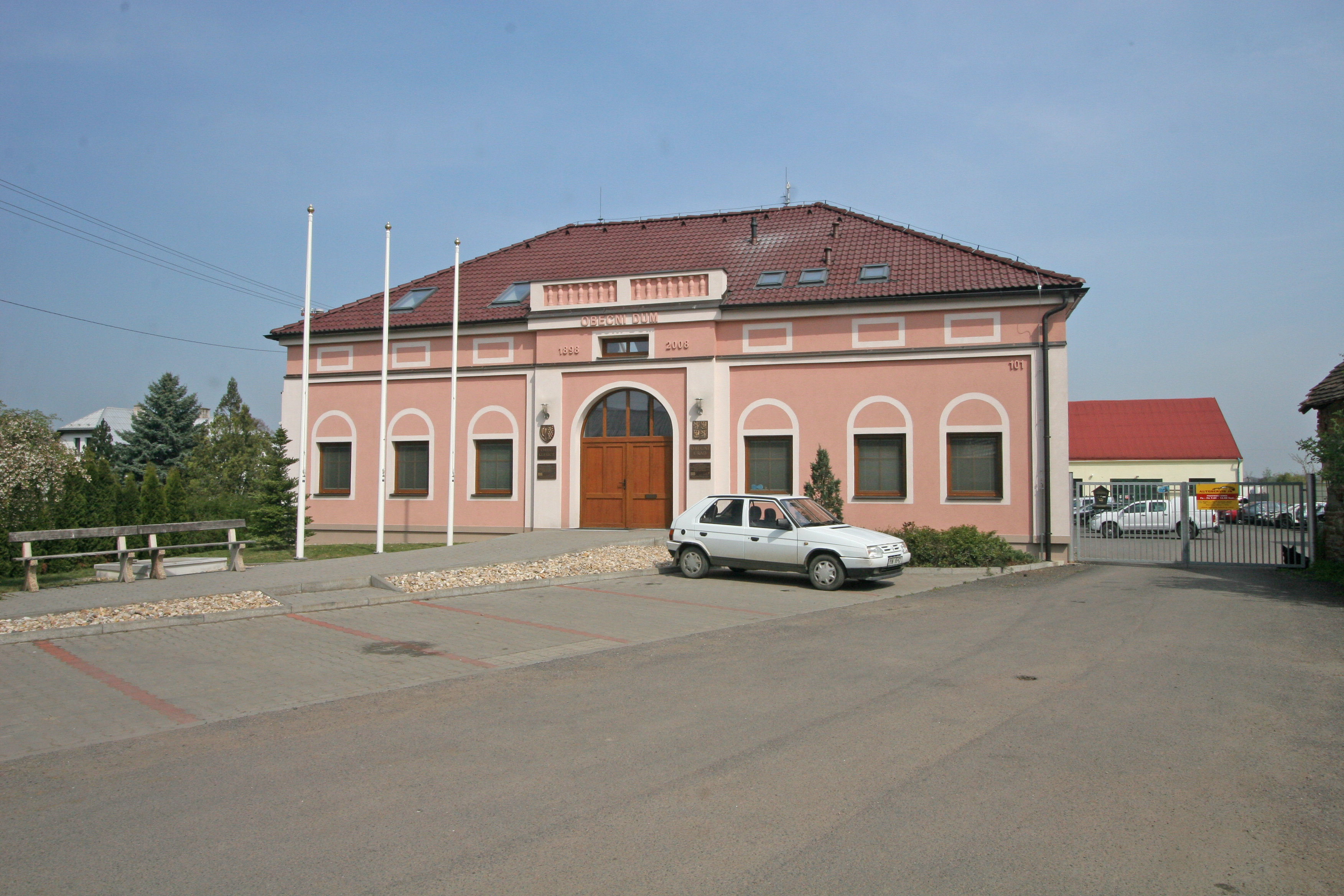
Gemeindeamt

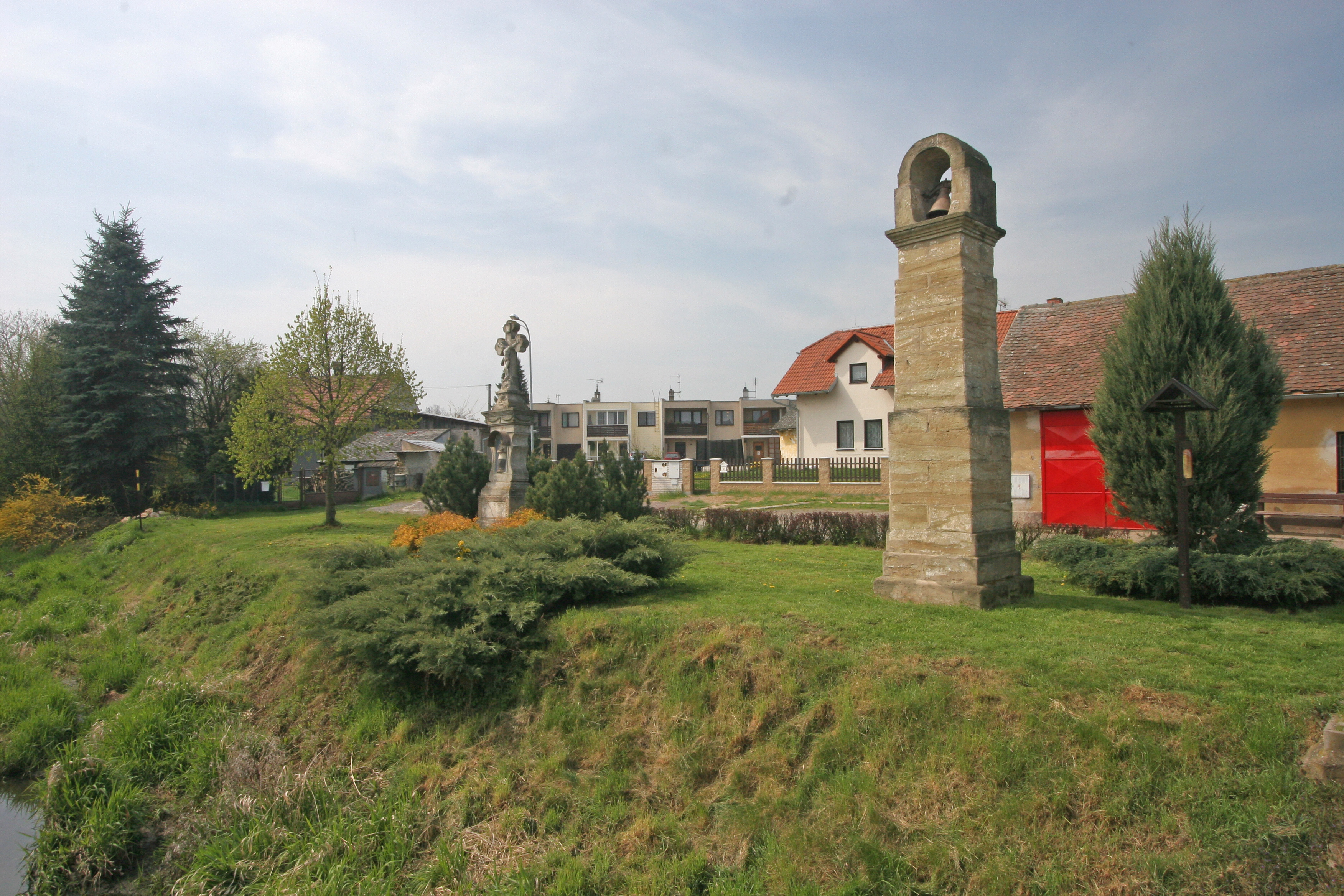
Glockenturm und Kreuz auf dem Dorfplatz

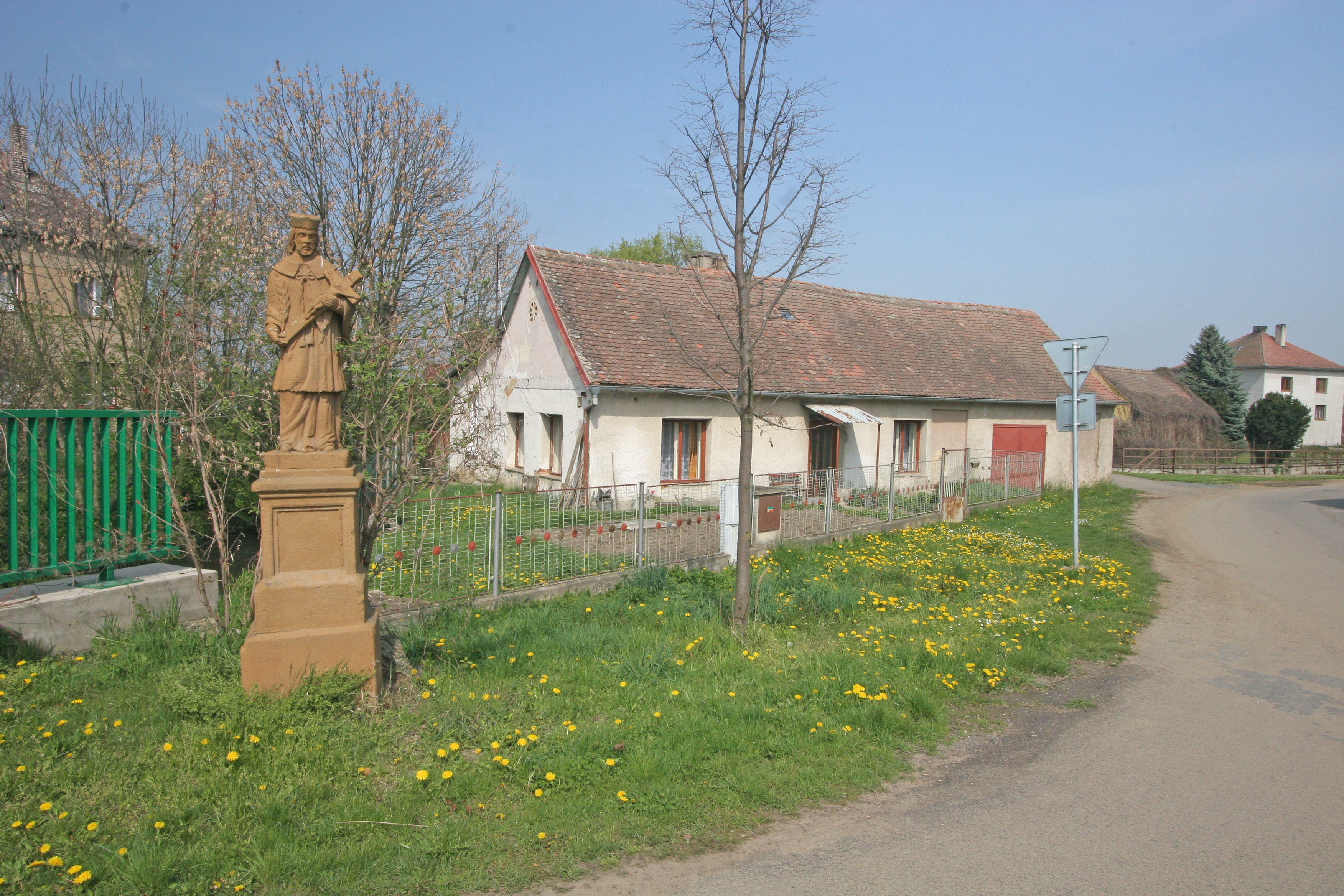
Statue des hl. Johannes von Nepomuk

Klešice (deutsch Kleschitz) ist eine Gemeinde in Tschechien. Sie liegt zwei Kilometer nordöstlich von Heřmanův Městec und gehört zum Okres Chrudim.

## Geographie
Klešice befindet sich auf der Heřmanoměstecká tabule (Hermannstädtler Tafel) am Zusammenfluss der Bäche Konopka und Podolský potok. Am nördlichen Ortsrand verläuft die Bahnstrecke Heřmanův Městec–Borohrádek. Nordwestlich erhebt sich der Chrast (284 m n.m.).
Nachbarorte sind Barchov und Jezbořice im Norden, Čepí und Rozhovice im Nordosten, Doubrava und Bylany im Osten, Lány, Nová Doubrava und Morašice im Südosten, Chotěnice, Nový Dvůr und Flusárna im Süden, Heřmanův Městec im Südwesten, Dolní Raškovice und Nákle im Westen sowie Svinčany, Choltice und Jeníkovice im Nordwesten.

## Geschichte
Das Dorf gehörte seit dem 13. Jahrhundert zu den Besitzungen der Herren von Lichtenburg.
Die erste schriftliche Erwähnung des Dorfes erfolgte 1257 in einer Urkunde Smil von Lichtenburgs, auf der Marquardus de Clessicz als Beisitzer zeichnete. Eine weitere Erwähnung von Klessicz, Hermanovo Miesto und Mrdic stammt aus dem Jahre 1325, als die Söhne des Ctibor von Lichtenburg den väterlichen Besitz teilten. Im 14. Jahrhundert erwarben die Herren von Mrdice einen Teil von Klešice und schlugen ihn ihrem Gut Heřmanův Městec zu. Später wurde das ganze Dorf nach Heřmanův Městec untertänig. Im Jahre 1448 sind in Klešice drei Mühlen nachweislich. Zu den nachfolgenden Besitzern gehörten von 1457 bis 1538 die Herren Trčka von Lípa, ab 1552 die Andiel von Ronowec, ab 1596 die Herren von Zierotin, ab 1611 die Berka von Dubá, ab 1661 die Grafen von Sporck, ab 1798 die Freiherren von Greiffenclau und ab 1828 die Fürsten Kinsky. Haupterwerbsquellen bildeten in dieser Zeit neben der Landwirtschaft auch die Fischzucht und der Weinbau sowie das Schmiedehandwerk; eine Zeitlang wurde in Klešice ein Eisenhammer betrieben.
Im Jahre 1835 bestand das im Chrudimer Kreis am Ausfluss des Kleschitzer Teiches gelegene Dorf Kleschitz bzw. Klessice aus 38 Häusern, in denen 326 Personen lebten. Im Ort gab es einen herrschaftlichen Meierhof und drei Mühlen. Zu Kleschitz konskribiert waren die Einschicht Neu-Daubrawa (Nová Doubrava) und das Fasanenhegerhaus. Zwischen Kleschitz und Heřmanmiestetz dehnte sich auenartig die Heřmanmiestetzer herrschaftliche Fasanerie aus. Pfarrort war Heřmanmiestetz. Bis zur Mitte des 19. Jahrhunderts blieb Kleschitz der Allodialherrschaft Heřmanmiestetz untertänig.
Nach der Aufhebung der Patrimonialherrschaften bildete Klešice/Kleschitz ab 1849 mit dem Ortsteil Nakle eine Gemeinde im Gerichtsbezirk Chrudim. Ab 1868 gehörte die Gemeinde zum politischen Bezirk Chrudim. Zwischen 1897 und 1899 wurde die Bahnstrecke Heřmanův Městec–Borohrádek angelegt. Im Jahre 1900 lebten in Klešice 306 Personen, 1910 waren es 313. Der Hof Klešice sowie der Großgrundbesitz Heřmanův Městec gehörte von 1945 den Fürsten Kinsky. Zum Ende des Zweiten Weltkrieges bestanden noch zwei Mühlen in Klešice. Ab 1976 war Klešice ein Ortsteil der Gemeinde Heřmanův Městec. Seit dem 1. Januar 1992 besteht die Gemeinde Klešice wieder. Die Gemeinde führt seit 1996 ein Wappen, seit 1998 auch ein Banner.

## Gemeindegliederung
Die Gemeinde Klešice besteht aus den Ortsteilen Klešice (Kleschitz) und Nákle (Nakle) sowie der Einschicht Lukavec (Lukawetz-Mühle).

## Sehenswürdigkeiten
- Statue des hl. Johannes von Nepomuk, an der Brücke über den Podolský potok
- Kreuz und Glockenturm auf den Dorfplatz
- ehemaliger Speicher der Meierhofes
- wüste Feste Klešice, westlich des Bahnhofs
- wüste Feste Mrdice, südlich des Dorfes in der Fasanerie